# Ma ma
Ma ma is een Spaanse film uit 2015, geregisseerd door Julio Medem.

## Verhaal
Magda (Penélope Cruz) is een werkloze docente. Wanneer ze te horen krijgt dat de borstkanker heeft, besluit ze al het leven dat ze nog in zich heeft naar boven te brengen. Dit creëert onverwachte banden met de mensen om haar heen.

## Rolverdeling
| Acteur          | Personage |
| --------------- | --------- |
| Penélope Cruz   | Magda     |
| Luis Tosar      | Arturo    |
| Asier Etxeandia | Julián    |
| Teo Planell     | Dani      |
| Àlex Brendemühl | Raúl      |
| Anna Jiménez    | Natasha   |

## Ontvangst

### Recensies
Op Rotten Tomatoes geeft 25% van de 44 recensenten de film een positieve recensie, met een gemiddelde score van 4,69/10. Website Metacritic komt tot een score van 31/100, gebaseerd op 17 recensies.

### Prijzen en nominaties
Een selectie:
| Jaar | Prijs                           | Categorie                | Genomineerde                                    | Resultaat   |
| ---- | ------------------------------- | ------------------------ | ----------------------------------------------- | ----------- |
| 2015 | Premios Goya (33ste uitreiking) | Beste actrice            | Penélope Cruz                                   | Genomineerd |
| 2015 | Premios Goya (33ste uitreiking) | Beste grime en haarstijl | Ana Lozano, Fito Dellibarda, Massimo Gattabrusi | Genomineerd |
| 2015 | Premios Goya (33ste uitreiking) | Beste filmmuziek         | Alberto Iglesias                                | Genomineerd |